# Skottkärra

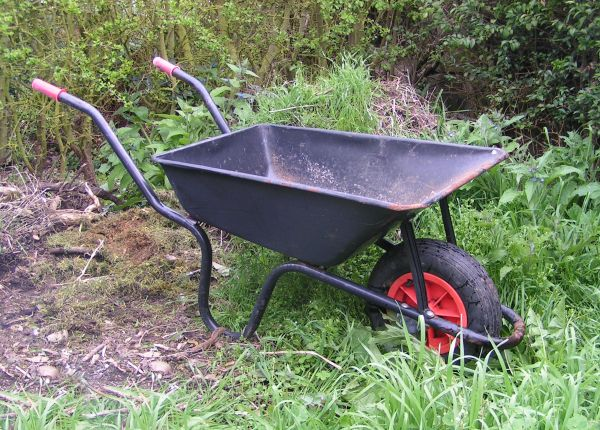
Skottkärra

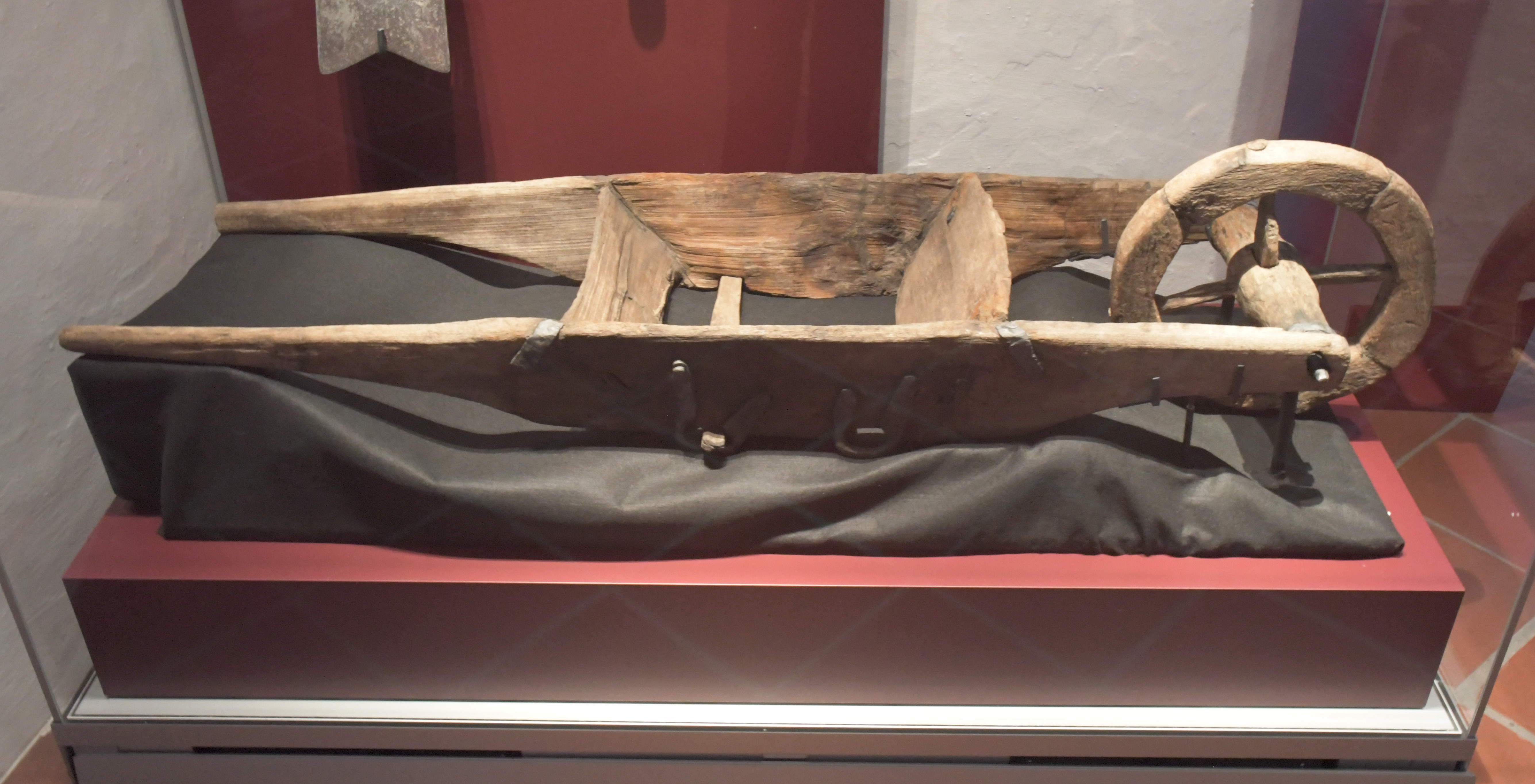
Europas äldsta bevarade skottkärra från Ingolstadt, ca. 1537

Skottkärrans uppbyggnad. 1 Skalm. 2 Handtag. 3 Kar. 4 Hjul. 5 Stöd.

Skottkärra kallas en en- eller ibland tvåhjulig vagn med två skalmar avsedda att greppas av en person. Den används framförallt för att transportera löst material vid trädgårdsskötsel, stallgödsel, djurfoder och vid byggen.
Skottkärran uppfanns av allt att döma av kineserna någon gång under Handynastin kring början av vår tideräkning, det är i varje fall från denna tid som de första kinesiska avbildningarna kommer (på gravtegel). I Europa finns avbildningar som liknar skottkärror från medeltiden.

## Sydsvenska ordformer
Skottkärran kallas på skånska (förekommer möjligen även i halländskan) ofta rullebör (att jämföras med danskans trillebør), vilket bör komma från 'rullbord' eller 'rullbår'. I halländskan och närliggande dialekter finns annars motsvarigheten hylebaur/hylebår som bör betyda 'hjulbår'.

## Andra förekomster

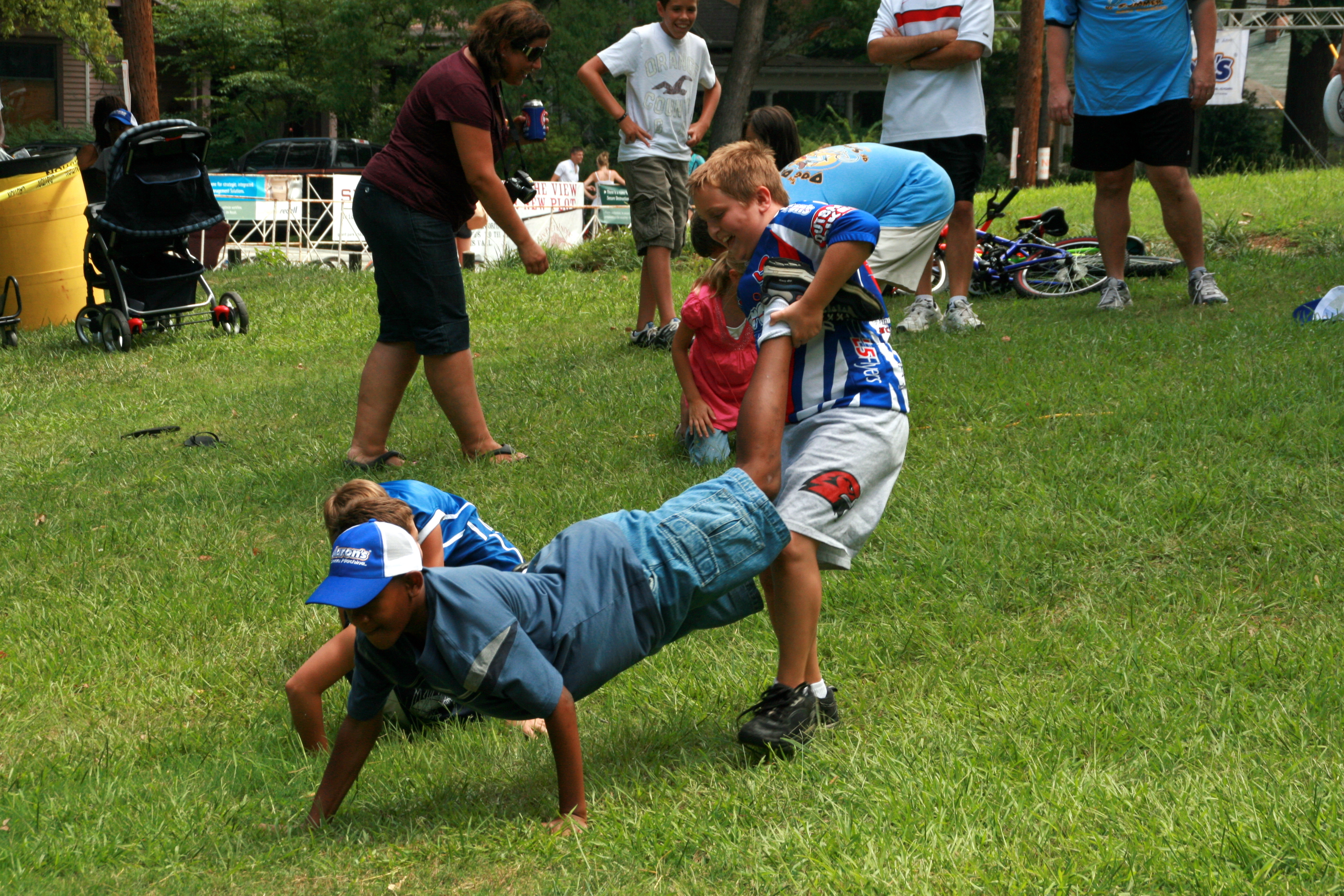
Barn som går skottkärra.

Att gå skottkärra innebär att en person går på händer medan en person går bakom och håller i dennes ben så att det ser ut som att den bakomvarande skjuter en skottkärra.